# Little Jinder
Little Jinder, pseudonimo di Astrid Maria Josefine Jinder (Stoccolma, 20 febbraio 1988), è una cantante, cantautrice e produttrice discografica svedese.
Pubblica due album per la Telegram Records, sussidaria della Warner: Allting Suger fa breccia nella classifica svedese fino al sedicesimo posto.

## Discografia

### Album in studio
- 2014 - Little Jinder
- 2016 - Allting Suger

### EP
- 2008 - Polyhedron E.P.
- 2012 - Keep on Dreaming EP